# آنتونیو پردوکا
آنتونیو پردوکا (انگلیسی: Antonio Perduca؛ زادهٔ ۷ مهٔ ۱۹۰۵) بازیکن فوتبال اهل ایتالیا است.
از باشگاه‌هایی که در آن بازی کرده‌است می‌توان به باشگاه فوتبال اینتر میلان، باشگاه فوتبال آتالانتا، باشگاه فوتبال تورینو، و باشگاه فوتبال باری اشاره کرد.